# Beko
Beko is een merk van huishoudelijke apparatuur en consumentenelektronica van Arçelik A.Ş., onderdeel van de Turkse Koç Holding. Beko Elektronik A.Ş. (Later Grundig Elektronik A.Ş.) was een Turkse consumentenelektronicafabrikant, eigendom van Arçelik. In 2004 kocht Beko Elektronik het van oorsprong Duitse merk Grundig en in januari 2005 waren Beko en het eveneens Turkse elektronica- en witgoedmerk Vestel goed voor meer dan de helft van alle tv-toestellen die in Europa werden vervaardigd.
Sinds 2005 heeft Grundig ongeveer 7% (gecombineerd) van het marktaandeel in Europa.

oude logo Beko

In april 2008 is Beko Elektronik A.Ş. omgedoopt tot Grundig Elektronik A.Ş.
Tijdens de Buitengewone Algemene Vergadering van Aandeelhouders van Arçelik A.Ş. van 29 juni 2009 werd besloten Arçelik A.Ş. te fuseren met de dochteronderneming Grundig Elektronik A.Ş. door de overname van alle activa en passiva van Grundig in zijn geheel.
De merknaam "Beko" blijft in gebruik voor een aantal producten van de Arçelik Group, zoals televisietoestellen, koelkasten, wasmachines en vaatwassers in verschillende landen.
Beko is de officiële sponsor van de Turkse, Duitse, Italiaanse en de Litouwse premier basketbalcompetities, evenals van de voetbalclub  FC Barcelona uit Spanje en Besiktas JK uit Turkije.